# Simone Hauswald
Simone Hauswald (született: Simone Hye-Soon Denkinger) (Rottweil, 1979. május 3. –) kétszeres olimpiai bronzérmes és egyszeres világbajnok német sílövő.

## Pályafutása
Édesapja német, anyja dél-koreai. A hivatásos katona sportoló, 1991-óta foglalkozik a biatlonnal.
Pályafutása első éveiben az Európa-bajnokságokon és a Junior világbajnokságokon indult. Európa-bajnokságon öt érmet nyert: két aranyat, egy ezüstöt és két bronzot. Junior világbajnokságon 1998-ban indult először, és egyéniben az első helyen ért célba. 1999-ben egyéniben második lett, a váltóval pedig első.
A világkupában 2002-ben mutatkozott be. Eddigi legjobb eredményét összetettben, a 2008/2009-es szezon végén érte el, amikor a kilencedik helyen zárt.
Világbajnokságon 2003-ban indult első alkalommal. Aranyérmet még nem tudott nyerni, de négy alkalommal állhatott fel a dobogóra: egyszer lett második a sprintben, és háromszor harmadik, kétszer a váltóval és egyszer a vegyes váltóval.

## Eredményei

### Olimpia
| Év   | Világbajnokság | Versenyszám | Versenyszám | Versenyszám   | Versenyszám | Versenyszám | Versenyszám |
| Év   | Világbajnokság | Egyéni      | Sprint      | Üldözőverseny | Tömegrajtos | Váltó       |             |
| ---- | -------------- | ----------- | ----------- | ------------- | ----------- | ----------- | ----------- |
| 2010 | Vancouver      |             | 26          | 16            | 3           | 3           |             |

### Világbajnokság
| Év   | Világbajnokság              | Versenyszám | Versenyszám | Versenyszám   | Versenyszám | Versenyszám | Versenyszám  |
| Év   | Világbajnokság              | Egyéni      | Sprint      | Üldözőverseny | Tömegrajtos | Váltó       | Vegyes váltó |
| ---- | --------------------------- | ----------- | ----------- | ------------- | ----------- | ----------- | ------------ |
| 2003 | Hanti-Manszijszk            | 4           |             |               | 9           | 3           |              |
| 2004 | Oberhof                     | 4           | 24          | 52            | 4           | 3           |              |
| 2005 | Hochfilzen Hanti-Manszijszk |             | 32          | 32            |             |             | 17           |
| 2006 | Pokljuka                    |             |             |               |             |             | 4            |
| 2007 | Antholz-Anterselva          |             |             |               |             |             | 5            |
| 2008 | Östersund                   | 28          |             |               |             |             |              |
| 2009 | Phjongcshang                |             | 2           | 12            | 12          | 3           |              |
| 2010 | Hanti-Manszijszk            |             |             |               |             |             | 1            |

### Világkupa
| Idény   | Összesített eredmény Helyezés (Pontszám) | Összesített eredmény Helyezés (Pontszám) | Összesített eredmény Helyezés (Pontszám) | Összesített eredmény Helyezés (Pontszám) | Összesített eredmény Helyezés (Pontszám) |
| Idény   | Összetett                                | Egyéni                                   | Sprint                                   | Üldözőverseny                            | Tömegrajtos                              |
| ------- | ---------------------------------------- | ---------------------------------------- | ---------------------------------------- | ---------------------------------------- | ---------------------------------------- |
| 2002/03 | 21 (294)                                 | 10 (58)                                  | 22 (104)                                 | 25 (46)                                  | 13 (72)                                  |
| 2003/04 | 12 (479)                                 | 6 (76)                                   | 12 (182)                                 | 13 (146)                                 | 11 (72)                                  |
| 2004/05 | 18 (375)                                 | 7 (88)                                   | 27 (94)                                  | 18 (128)                                 | 15 (65)                                  |
| 2005/06 | 11 (476)                                 | 14 (45)                                  | 7 (205)                                  | 11 (146)                                 | 13 (80)                                  |
| 2006/07 | 23 (295)                                 | 45 (15)                                  | 24 (101)                                 | 19 (111)                                 | 18 (68)                                  |
| 2007/08 | 21 (297)                                 | 7 (72)                                   | 22 (104)                                 | 19 (83)                                  | 28 (38)                                  |
| 2008/09 | 9 (677)                                  | 8 (108)                                  | 12 (231)                                 | 16 (140)                                 | 3 (174)                                  |
| 2009/10 | 2 (854)                                  | 26 (55)                                  | 1 (345)                                  | 2 (217)                                  | 2 (198)                                  |

| 2002/03    | Östersund Váltó | Pokljuka/Östersund Váltó Breznóbánya Váltó Antholz-Anterselva Váltó                                    | Hanti-Manszijszk Váltó (VB)                                                                            |
| 2003/04    | Ruhpolding Váltó | | Oberhof Váltó (VB)                                                                                     |
| 2004/05    | | | Antholz-Anterselva Üldözőverseny Hanti-Manszijszk Sprint                                               |
| 2005/06    | | Ruhpolding Váltó                                                                                       | Hochfilzen Váltó                                                                                       |
| 2006/07    | | Ruhpolding Váltó                                                                                       | |
| 2007/08    | Hochfilzen Váltó Oberhof Váltó | | Kontiolahti Egyéni                                                                                     |
| 2008/09    | Hochfilzen Sprint Hochfilzen Váltó Vancouver Egyéni Hanti-Manszijszk Tömegrajtos                                                                         | Oberhof Váltó Phjongcshang Sprint (VB) Trondheim Tömegrajtos Hanti-Manszijszk Sprint                   | Hochfilzen Üldözőverseny Hochfilzen Váltó Hochfilzen Egyéni Phjongcshang Vegyes váltó (VB)             |
| 2009/10    | Östersund Váltó Oberhof Sprint Oslo Holmenkollen Tömegrajtos Oslo Holmenkollen Üldözőverseny Oslo Holmenkollen Sprint Hanti-Manszijszk Vegyes váltó (VB) | Oberhof Váltó Ruhpolding Tömegrajtos                                                                   | Vancouver Tömegrajtos (O) Vancouver Váltó (O) Kontiolahti Üldözőverseny                                |
| Összesítés | Egyéni: 1 Sprint: 3 Üldözőverseny: 1 Tömegrajtos: 2 Váltó: 6 Vegyes váltó: 1 ------------ Összesen: 14                                                   | Egyéni: 0 Sprint: 2 Üldözőverseny: 0 Tömegrajtos: 2 Váltó: 7 Vegyes váltó: 0 ------------ Összesen: 11 | Egyéni: 2 Sprint: 1 Üldözőverseny: 3 Tömegrajtos: 1 Váltó: 5 Vegyes váltó: 1 ------------ Összesen: 13 |

- O - Olimpia és egyben világkupa forduló is.
- VB - Világbajnokság és egyben világkupa forduló is.